# Aachener Religionsunruhen
Mit der Zeit der Aachener Religionsunruhen oder auch Aachener Religionswirren ist gemäß Erwähnung in den gängigen Geschichtsbüchern eine Zeitspanne ab etwa 1530 bis ca. 1614 gemeint, in der es zu teilweise massiven und bürgerkriegsähnlichen Auseinandersetzungen mit wechselseitigen Erfolgen zwischen den katholischen und evangelischen Bürgern der Freien Reichsstadt Aachen kam. Diese Unruhen hatten maßgebliche Auswirkungen auf das Wirtschafts- und Gesellschaftsleben Aachens und konnten erst durch wiederholte Maßnahmen des Kaisers sowie durch militärische Unterstützung kaisertreuer Truppen eingedämmt werden.

## Anfänge
Um 1530 begann auch allmählich in Aachen die Reformation Fuß zu fassen. Zunächst schlossen sich nur wenige Aachener, meist Angehörige der einflussreichen Wollenambacht (Tuchmacherzunft) und der Kupferschlägerambacht sowie Händler- und Gelehrtenfamilien, dieser neuen Glaubensrichtung an. In den folgenden Jahren ließen sich ebenfalls noch angesehene protestantische Tuchmacherfamilien aus den Grafschaften Flandern und Artois sowie dem Herzogtum Limburg, aus dem besonders die radikal-reformatorischen Täufer stammten, in der Stadt nieder.
Melchior Colyn (1500–1559), der zwischen 1532 und 1558 mehr als zehnmal jeweils für ein Jahr zum Bürgermeister von Aachen gewählt worden war, stand diesen religiösen Veränderungen tolerant gegenüber, obwohl er selbst stets der katholischen Glaubensrichtung verbunden blieb. Er setzte sich dafür ein, dass am 4. Oktober 1544 diesen Einwanderern die Bürgerrechte verliehen sowie geeignete Räume zum Wohnen und Arbeiten überlassen und eventuell notwendige Kredite gewährt wurden. Mit dieser Unterstützung gründeten sie kleine Handwerksbetriebe, traten den entsprechenden Zünften bei, wo sie auf ebenfalls konvertierte Aachener Familien trafen und führten ein eigenes, allerdings eingeschränktes, religiöses Leben. Doch schon bald beklagten die Aachener Bürger, besonders diejenigen aus der alten Adelsschicht, sowie einflussreiche Stadträte den „Verfall des katholischen Glaubens“. Sie stellten den Protestanten mit Schmähbriefen und Verleumdungen nach und vorübergehend wurden diese dann auch von allen öffentlichen Ämtern ausgeschlossen. Ein aus den Reihen der eingewanderten Tuchmacherfamilien gewählter Bürgermeister, Adam von Zevel (1497–1565), leistete im Jahre 1552 daraufhin nur unter der Bedingung seinen Amtseid, dass notwendige Schritte zur Ausübung von Toleranz gegenüber der protestantischen Glaubensrichtung zu unternehmen seien. Bis zu Kaiser Karl V. sprachen sich diese beginnenden Unruhen herum und Bürgermeister Melchior Colyn setzte sich mit einer Bittschrift an den römisch-deutschen König und späteren Kaiser Ferdinand I. im Rahmen der Verhandlungen zum Augsburger Religionsfrieden im Jahre 1555 für die Gewährung einer freien Religionsausübung ein.
Obgleich es nach dem Augsburgschen Religionsfrieden gestattet worden war, sich entweder zum katholischen oder evangelischen Glauben zu bekennen, konnte der immer noch mehrheitlich katholisch besetzte Rat nicht dazu bewogen werden, ein Mindestmaß an Toleranz und Entgegenkommen zu zeigen. Als beispielsweise im folgenden Jahr die fremden Tucharbeiter unter der Vorgabe, sie verstünden die deutschen Prediger nicht, und unter dem Schutze des zum zweiten Male zum Bürgermeister gewählten Zevel auf eigene Kosten einen französischen Geistlichen beriefen, wurde ihnen dies gleich am 26. Januar 1556 versagt. Noch im selben Jahr wurden auch die reformatorischen Täufer aus dem Aachener Reich verbannt. Mit diesen ständigen Querelen gingen die gegenseitigen Nachstellungen weiter. Einflussreiche Regenten wie beispielsweise König Philipp II. von Spanien, welcher besonders die aus den neu begründeten Spanischen Niederlanden flüchtenden und mehrheitlich calvinistisch geprägten Niederländer verfolgte, mischten sich mit Drohbriefen ein. Aber auch die für Aachen als Reichsvogte zuständigen Herzöge von Jülich versuchten seit dem Vertrag von Venlo vom 7. September 1543 immer wieder, die freie Religionsausübung zu behindern. Der vorher – wie sein Vater – in religiösen Angelegenheiten tolerante Herzog Wilhelm V. von Jülich-Kleve-Berg musste sich de facto dem Kaiser unterwerfen und den Protestantismus bekämpfen, welcher dann schließlich von Kaiser Ferdinand I. selbst im Jahre 1560 per Erlass erstmals offiziell verboten wurde.

## 1560–1598
Bereits ab 1559 verließen die evangelischen Mitglieder den Rat und Bürgermeister Zevel zog sich auf sein Landgut „Gut Steinhaus“ nach Bardenberg zurück. Trotzdem wurde in den folgenden Jahren durch einen weiteren Zuzug auswärtiger Immigranten, jetzt vor allem von Niederländern, die vor dem berüchtigten neuen Statthalter, Fernando Álvarez de Toledo, Herzog von Alba, flüchteten, der Anteil an Protestanten immer größer, zu welchen sich ebenfalls eine große Menge an auch von den Lutheranern nicht besonders geachteten Calvinisten gesellte. Um 1570 umfasste allein die niederländische Exilgemeinde in Aachen etwa 3000 Personen und war damit nach Wesel und Emden die drittgrößte in Deutschland. Diese bedankten sich bei dem amtierenden Bürgermeister mit einem wertvollen und beschrifteten Becher. Die gesamte Situation in Aachen führte nun dazu, dass es am 23. Juli 1574 per Bürgerantrag den Anhängern der neuen Lehre beim Stadtrat gelang, wiederum auch Reformierte in den Rat wählen zu dürfen. Ab 1576 konnte dank der maßgeblichen Unterstützung der Zünfte der Rat schließlich vorübergehend sogar mehrheitlich mit Protestanten besetzt werden.
In der Folgezeit entstanden darüber hinaus zunächst eine lutherische und drei reformierte Gemeinden. In gemieteten oder erworbenen Häusern richteten sie ihre Gebetsstätten ein, von denen später ab 1588 auf Initiative des amtierenden Bürgermeisters Peter von Zevel das Doppelhaus Klüppel als zentrales Gebetshaus der reformierten Gemeinde diente. Trotzdem wechselten die Mehrheiten im Rat ständig. Im Frühjahr 1580 reichten die Reformierten bei dem Rat eine Bittschrift ein, in welcher sie kategorisch die freie Ausübung ihres Glaubens verlangten und den Versuch unternahmen, das kaiserliche Verbot von 1560 für hinfällig erklären zu lassen. Dem kam der Stadtrat auch auf Druck des Herzogs Wilhelm V. von Jülich nicht nach und ebenso blieben wiederholte Abmahnungen des neuen Kaisers Rudolf II. nicht aus. Schließlich kam es zu gewaltsamen Ausschreitungen, in deren Verlauf die Protestanten sich des Aachener Rathauses und der Stadtkasse bemächtigten und lärmend durch die Straßen zogen, wobei einige Katholiken erschlagen und andere verwundet wurden. Vor dem turnusmäßigen Termin wählten die Protestanten im Mai 1581 nun mit Johann von Lontzen und Simon II. von Engelbrecht zwei Bürgermeister aus ihren Reihen, denen die Katholiken mit Albrecht Schrick und Johann Fiebus ebenfalls zwei eigene Kandidaten gegenüberstellten, von denen in einer Neuwahl lediglich von Lontzen und Fiebus bestätigt wurden. Als die Aufregung mit jedem Tag anstieg, wanderten viele angesehene Katholiken aus und mehrere katholische Ratsmitglieder flüchteten nach Jülich. Die protestantische Ratsmehrheit gestattete jetzt erstmals und auch offiziell die schon seit vielen Jahren praktizierte Ausübung von protestantischen Gottesdiensten und Versammlungen. Kaiser Rudolf II. verfügte daraufhin im Jahre 1581, dass sich die Ratsherren zur katholischen Lehre zu bekennen hätten sowie die evangelischen Ratsherren aus dem Rat zu entfernen und die Auswirkungen der Zerstörungen zu beseitigen seien und ließ zur Durchsetzung seiner Maßnahme die Stadt durch kaisertreue spanische Truppen unter der Leitung des Bischofs von Lüttich, Herzog Ernst von Bayern, besetzen. Auch eine Delegation im Jahre 1582 unter Führung des ehemaligen Aachener Bürgermeisters Matthias Peltzer zum Reichstag in Augsburg, wo das Aachener Problem auf der Tagesordnung stand, konnte an der benachteiligten Situation für die Reformierten nichts mehr ändern.
Auf Grund der politisch und religiös angespannten Lage der letzten Jahre und der trotz der zeitweiligen Ratsmehrheit zu spürenden wirtschaftlichen Nachteile sowie letztendlich auch wegen der Belagerung Aachens, entschlossen sich viele reformierte Handwerker- und Händlerfamilien wie beispielsweise die Familien Pastor, Peltzer, Schleicher, Amya, Lynen, Prym und Teile der Glockengießerfamilie von Trier oder die Arztfamilie de Spina die Stadt zum größten Teil nun endgültig zu verlassen und in das benachbarte Burtscheid, die nahe Republik der Vereinigten Niederlande, nach Hamburg und Lübeck (Familie Leers) oder in die ebenfalls nicht weit entfernten Orte Stolberg und Monschau zu ziehen, wo diese Familien anschließend erfolgreiche Industriezweige aufbauten. Dies führte zu einem wirtschaftlichen Ausbluten der Stadt und zu einer finanziellen Verarmung, von der sich die Stadt trotz kleinerer Aufschwünge erst ab der Französischen Besatzungszeit wieder erholen sollte.
Bonifacius Colyn (1533–1608), Sohn des ehemaligen Bürgermeister Melchior Colyn, zwar selbst der katholischen Lehre zeitlebens treu geblieben, aber ebenso wie sein Vater tolerant gegenüber Andersgläubigen, wurde gerade deswegen von den evangelischen Mitbürgern gebeten, als ihr Gesandter beim Kaiser für eine Abmilderung der Strafmaßnahmen zu werben. Nach den folgenden Verhandlungen mit dem Kaiser und den nach Jülich ausgewichenen katholischen Ratsherren und mit dem Kompromiss, sich an die Bedingungen des Augsburger Religionsfriedens zu halten, folgte eine Phase relativer Ruhe und die kaiserlichen Truppen zogen schließlich ein halbes Jahr später wieder ab.
Doch die gegenseitige Abneigung saß tief und die Unruhen hielten trotzdem unvermindert an. Immer wieder kam es zu Sticheleien und Ausschreitungen, sowohl von der einen wie auch von der anderen Seite, wobei jetzt aber innerhalb Aachens mehrheitlich den katholischen Bürgern nachgestellt wurde. Da Aachen allerdings von katholisch geprägten Fürstentümern umgeben war, kam es wiederum durch deren Übergriffe auf evangelische Handlungsreisende zu einer Form von Wirtschaftsblockaden für die Stadtbewohner. Diese katholische „Umzingelung“ und ein Mangel an externer Unterstützung für die Protestanten mit Ausnahme der Kurfürsten von der Pfalz und einiger weniger Anderer war ausschlaggebend dafür, dass sich die Reformation auf Dauer nicht durchsetzen ließ. Dennoch blieb der Stadtrat in den nächsten Jahren fest in evangelischer Hand. Weitere Verhandlungen, wiederum angeführt von dem mittlerweile zum Bürgermeister gewählten Bonifacius Colyn, auf den Städtetagen in Ulm, Speyer und Heilbronn folgten, wobei eine Festigung der Situation für die Protestanten und eine offizielle Bestätigung der weiteren freien Ausübung ihrer Religion ausgehandelt wurde. Dies führte zwar zur Beruhigung der Situation in der Stadt selbst, doch dem Kaiser missfiel die konfessionelle Veränderung in „seiner“ Reichsstadt, die zudem als Krönungsstadt der deutschen Könige eine besondere Nähe zur katholischen Kirche hatte.
Schließlich erklärte im Jahre 1593 Rudolf II. der Stadt Aachen schon seine 1591 angedrohte Reichsacht, die jedoch erst fünf Jahre später und nach weiteren zähen und ergebnislosen Verhandlungen im Juli 1598 und wiederum durch massiven Einsatz kaisertreuer Truppen vollstreckt wurde. Die Entscheidung des Kaisers war eine logische Konsequenz der vergangenen Jahre, und hiermit folgte der an sich schwache und religiös eher neutral gesinnte Kaiser nun doch dem Druck seiner zahlreichen katholischen Landesfürsten. Auch die jahrelange Missachtung seiner diversen Erlasse und die fast anarchisch anmutenden Verhältnisse in Aachen gaben letztendlich den Ausschlag, den früheren Erlass von 1560 jetzt endgültig durchzusetzen. Der evangelische Rat trat daraufhin zurück und der noch mehrheitlich evangelischen Bürgerschaft stand ein allein aus Katholiken bestehender Stadtrat unter Leitung des 1581 abgesetzten Bürgermeisters Albrecht Schrick, einem vehementen Vertreter des Katholizismus, gegenüber. Die evangelischen Bürger waren von nun an von jedem Mitspracherecht ausgeschlossen und alle ihre Predigthäuser und Schulen wurden geschlossen. Viele führende Protestanten und Amtsträger wurden ausgewiesen und im Gegenzug hierzu alle vertriebenen Katholiken zurückgeholt. Darüber hinaus verlangte der neue Rat von den rund 126 prominenten Geächteten noch hohe Strafgelder. Weitere Konflikte waren unter diesen Voraussetzungen somit vorbestimmt.

## 1598–1614
Nach der gewaltsamen Umsetzung der Reichsacht 1598 entwickelte sich jetzt der angesehene Goldschmied Johann Kalkberner zum Wortführer der in Aachen noch verbliebenen Protestanten. Obwohl zwischenzeitlich für seine Wortführerschaft mit kurzzeitigem Gefängnisaufenthalt und Sachwertstrafen belangt, schaffte es Kalkberner in den folgenden Jahren, die Protestanten wieder neu zu organisieren. Ihm kam dabei zugute, dass im Jahre 1609 der kinderlose Herzog von Jülich-Kleve-Berg, Johann Wilhelm, verstarb und erst durch den Jülich-Klevischen Erbfolgestreit die Nachfolge der Herrschaft über die Vogtei Aachen geklärt werden konnte. Beide Nachfolgeaspiranten waren Lutheraner, wobei sich für Jülich-Berg Wolfgang Wilhelm von Pfalz-Neuburg durchsetzen konnte, der allerdings im Jahre 1626 selbst zum katholischen Glauben konvertierte. Damit war der katholische „Gürtel“ um Aachen erst einmal unterbrochen und somit für die Reichsstadt zunächst keine direkte Gefahr mehr.
Nachdem im Jahr 1611 der katholische Stadtrat einige evangelische Bürger, die im Umland protestantische Gottesdienste besucht hatten, festnehmen ließ und ihnen das Bürgerrecht entziehen wollte, kam es nach dreißig Jahren, diesmal unter Zuhilfenahme von Kurbrandenburgischen Truppen und mit Tolerierung durch den neuen Herrscher von Jülich-Berg, Wolfgang Wilhelm von Pfalz-Neuburg, am 5. Juli 1611 zum erneuten Sturm der Protestanten auf das Rathaus und das Aachener Jesuitenkolleg. Dabei wurden die zwei amtierenden Bürgermeister sowie die Jesuitenpatres gefangen genommen. Jeder Bürger musste jetzt dem neuen Bürgermeister Johann Kalkberner Treue und Gehorsam schwören. Einigen ehemaligen Amtsträgern gelang die Flucht aus Aachen, so unter anderem dem katholischen Altbürgermeister, Joachim Berchem, der dem Kaiser von den neuerlichen Vorfällen in Aachen berichtete. Der Kaiser forderte die Protestanten zum wiederholten Male zum Gehorsam auf, verstarb jedoch wenige Monate später im Jahre 1612, ebenso wie sein treuer Gefolgsmann, der in Aachen seit seinen Einmärschen 1581 und 1598 gefürchtete Ernst von Bayern. Nach dem Tod des alten Kaisers traf der Kurfürst von der Pfalz und zuständige Reichsvikar Friedrich V. zunächst eine Entscheidung zugunsten der Protestanten. Sie durften ihre Religion neben den Katholiken jetzt wieder offiziell ausüben sowie an Ratswahlen teilnehmen. Nachdem die Protestanten mittlerweile wieder die Ratsmehrheit innehatten, stellten sie ihrerseits den Katholiken nach und verhinderten, dass diese sich eine sichere Existenz aufbauen oder ihre Amtsgeschäfte wahrnehmen konnten.
Der neue Kaiser Matthias, ein Verfechter der Gegenreformation, konnte mit diesen Vorgängen in Aachen nicht einverstanden sein und verhängte nach monatelangen Verhandlungen im August 1614 eine zweite Reichsacht über Aachen, welche die Verhältnisse von 1598 wiederherstellen sollte. Dieser Erlass wurde mittels einer Kommission überbracht, die diesmal von einer spanischen Armee aus den Niederlanden unter dem Kommando des Marquis Ambrosio Spinola unterstützt wurde. Angesichts der mehr als 16.000 Soldaten vor den Stadtmauern musste sich der Stadtrat geschlagen geben, ohne dass ein Schuss abgegeben wurde. Zwei Jahre später wurden harte Urteile gegen die Protestanten gefällt. Zwei Bürger wurden zum Tode verurteilt und 77 Familien verbannt.

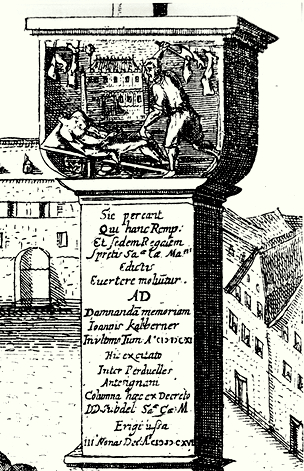
Ehemalige Schandsäule auf dem Marktplatz

Als Mahnung für die Bevölkerung errichtete man im Jahre 1616 dem Anführer des protestantischen Aufstandes, Johann Kalkberner, auf dem Marktplatz eine „Schandsäule“, die erst 1793 von den Franzosen entfernt wurde. Sie trug die Inschrift: 

„Sic pereant / Qui hanc Rempublicama) / Et Sedem Regalem / Spretis Sacraeb) Caesareaec) Maiestatis / edictis / Evertere moliuntur
Ad / damnandam memoriam / Ioannis Kalckbernerd) / In ultimo tumultu Anno MDCXIe) / Hic excitato / Inter perduelles / Antesignani / Columna haec ex decreto / D(ominorum)f) Subdelegatorumg) Sac(rae)h) Caes(areae) Maiest(atis) / Erigi iussa / III. Nonas Decembris anno MDCXVI
Übersetzung: So kommen diejenigen um, die es anstreben, dieses Gemeinwesen und diesen königlichen Sitz umzustürzen, indem sie die Verordnungen der Heiligen Kaiserlichen Majestät verachtet haben. Zur verdammenswerten Erinnerung an Johann Kalckberner, den Anführer im letzten Tumult, der hier im Jahre 1611 zwischen den Feinden heraufbeschworen worden war, wurde angeordnet, diese Säule gemäß dem Erlaß der Herren Abgesandten der Heiligen Kaiserlichen Majestät zu errichten am 3. Tag vor den Nonen des Dezembers 1616.“

Durch diese gesamte Situation wurde das Wirtschaftsleben in Aachen wiederholt geschwächt und ein neues Erstarken des Protestantismus in Aachen schien auf Grund der Ereignisse kaum mehr möglich, obwohl es dennoch immer wieder vereinzelt Versuche gab, ein solches zu bewirken. Tatsächlich sollte nunmehr die römisch-katholische Konfession bis zum Ende des Alten Reiches die allein vorherrschende Religion bleiben. Da die Protestanten somit auch keine eigenen Gemeinden bilden konnten, schlossen sich die meisten lutherischen und reformierten Bewohner jetzt vor allem den Gemeinden in Vaals und Umgebung oder Burtscheid an. Dadurch kam es 1649 in Vaals zum Bau der Hervormde Kerk mit deutscher Liturgiesprache, 1667 zum Bau der Waalse Kerk für die aus der Wallonie zugezogenen und Französisch sprechenden Gläubigen und 1737 zum Bau der evangelisch-lutherischen Kirche De Kopermolen, ebenfalls für die deutsche Bevölkerung.
Erst durch den Einmarsch der Franzosen im Rahmen des Ersten Koalitionskrieges und der damit verbundenen Besetzung des linken Rheinufers wurde in Aachen die Religionsfreiheit endgültig eingeführt.